# Ellen MacArthur

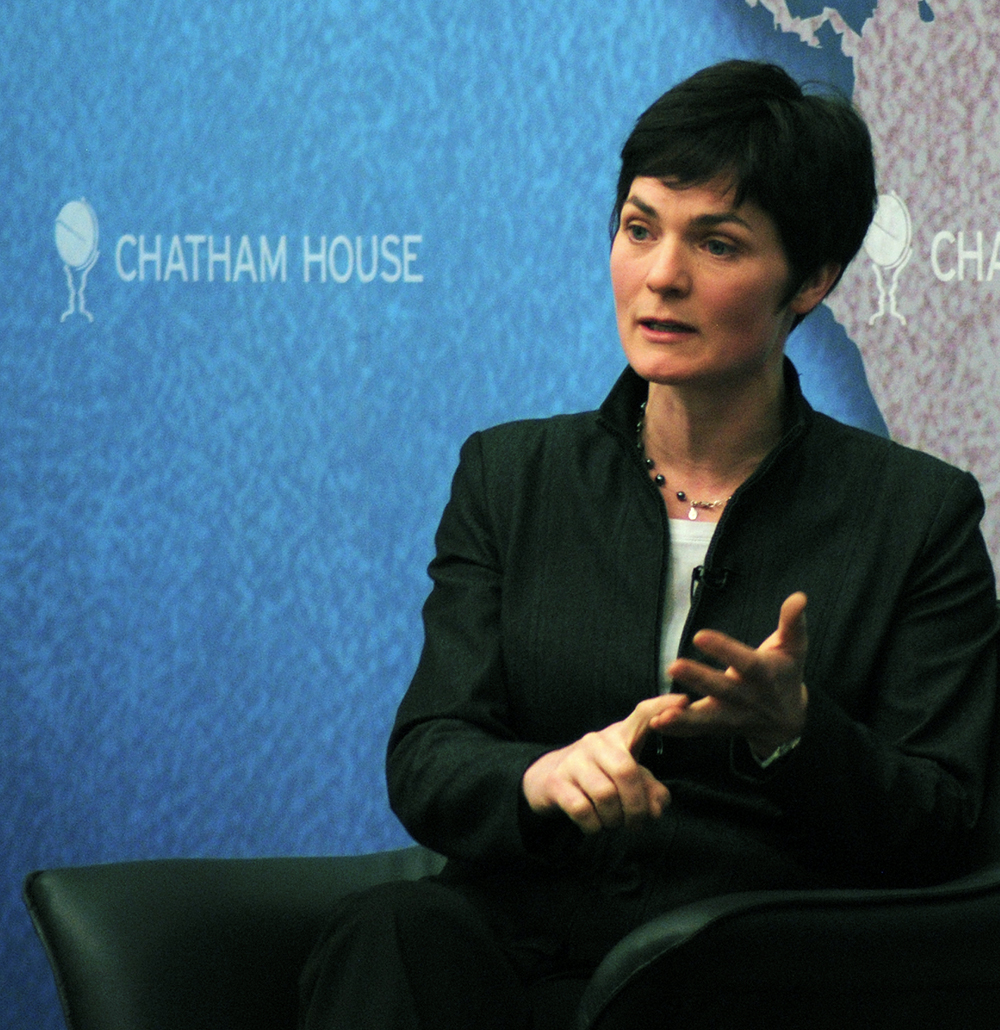
Ellen MacArthur, 2013.

Ellen Patricia MacArthur, född 8 juli 1976 i Whatstandwell, Derbyshire, Storbritannien, är en brittisk seglare.
Hon satte 28 november 2004 – 7 februari 2005 rekord i ensamsegling jorden runt. Det nya rekordet är på 71 dagar, 14 timmar, 18 minuter och 33 sekunder. Hon satte det i en specialtillverkad trimaran. Hon slog därmed fransmannen Francis Joyons tidigare rekord från 2004, också i en trimaran, med 1 dag 8 timmar 35 minuter och 49 sekunder. Joyon i sin tur hade slagit det tidigare rekordet med 20 dagar. I januari 2008 återtog Joyon rekordet, slaget med knappt två veckor, men Ellen MacArthur innehar än så länge rekordet för damer.
Hon adlades dagen efter att hon gick i mål, det vill säga den 8 februari. Hon tituleras därmed nu Dame Ellen MacArthur. Den 27 mars 2008 tilldelades hon franska hederslegionen av Frankrikes president Nicolas Sarkozy.
År 2010 slutade hon sin kappseglingskarriär och grundade Ellen MacArthur-stiftelsen, vars mål är att driva på övergången till en cirkulär ekonomi. Organisationen arbetar med opinionsbildning och att sprida information, tankar och idéer om konceptet. I mars 2013 besökte Ellen MacArthur Stockholm inbjuden av nätverket Cradle Net, och CITIES för att berätta om sin resa från världsomseglare till förändringsagent mot cirkulär ekonomi.